# ПВ51形客車
ПВ (PV) 51形客車とは、ソビエト連邦のデミコフスキー機械工場で1955年から製造されていた鉄道車両である。

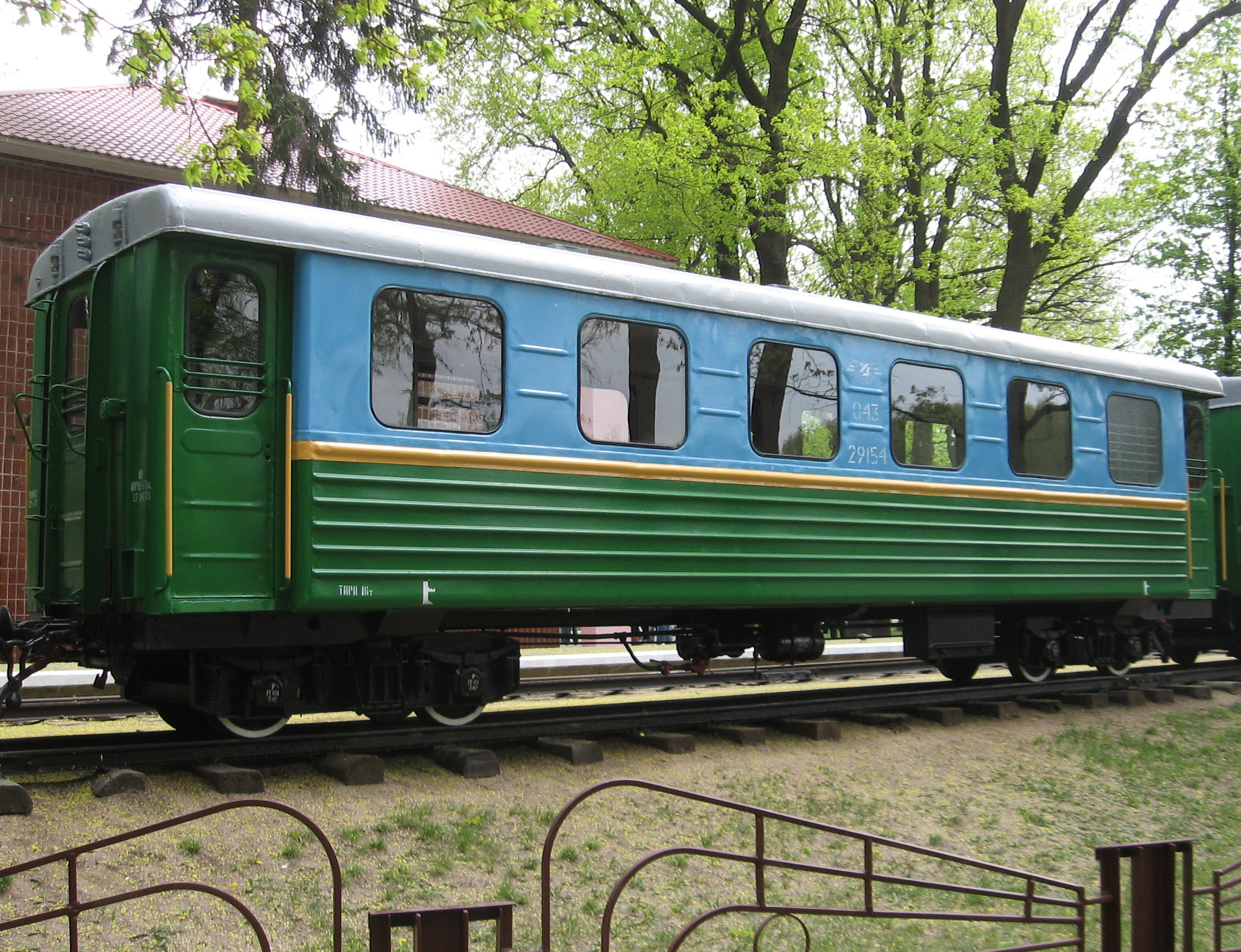
ウクライナ、ハルキウ子供鉄道のПВ51形客車

## 概要
ПВ51形客車は、750mm軌間の鉄道向けの、モノコック車体と2軸ボギー台車を持つ客車である。ПВ40形客車を基礎として、車体構体の厚みを小さくして軽量化するなど改良して設計された。旧ソビエト連邦の子供鉄道や、その他の750mm軌間の鉄道で用いられた。本来はソビエト連邦鉄道省の狭軌鉄道や産業鉄道向けに製造された。後期の車両は現在もCIS諸国各地の子供鉄道でしばしば目にすることがある。手ブレーキと自動空気ブレーキを装備している。車内には便所と温水暖房装置を備えるが、この両者が省略されたものも子供鉄道向けに存在した。
最近ではロシア連邦のカムバルカ機械工場で、さらに改良されたВП750形客車が製作されている。

## ПВ51形客車の主要諸元

ПВ51客車の側面略図

| 製造年               | 1955 — 1989年 |
| 車軸数               | 4             |
| 車両重量             | ≦9.5t         |
| 座席数               | 40            |
| 連結器ピン間距離     | 11100mm       |
| 車体台枠の長さ       | 10200mm       |
| 車体幅               | 2300mm        |
| レール面上からの高さ | 3170mm        |